# Halalaimus sobakini
Halalaimus sobakini is een rondwormensoort uit de familie van de Oxystominidae.